# Daniel Crista
Daniel Crista (Reșița, 19 de janeiro de 1991) é um desportista romeno que compete no ciclismo nas modalidades de pista e rota. Ganhou uma medalha de bronze no Campeonato Europeu de Ciclismo em Pista de 2020, na prova de pontuação.

## Medalheiro internacional
| Campeonato Europeu | Campeonato Europeu  | Campeonato Europeu | Campeonato Europeu |
| Ano                | Lugar               | Medalha            | Competição         |
| ------------------ | ------------------- | ------------------ | ------------------ |
| 2020               | Plovdiv ( Bulgária) | Medalha de bronze  | Pontuação          |

## Palmarés
| - 2015 - 2.º no Campeonato da Roménia Contrarrelógio - 2016 - 3.º no Campeonato da Roménia Contrarrelógio - 2.º no Campeonato da Roménia em Estrada - 2017 - 2.º no Campeonato da Roménia Contrarrelógio - 2018 - 2.º no Campeonato da Roménia Contrarrelógio - 2.º no Campeonato da Roménia em Estrada - 1 etapa do Tour de Szeklerland | - 2019 - 2.º no Campeonato da Roménia Contrarrelógio - 1 etapa do Tour de Szeklerland - 2020 - Campeonato da Roménia em Estrada |